# Jean Vezin
Pour les articles homonymes, voir Vezin.
Jean Vezin (né à Vannes le 30 juillet 1933 et mort le 27 août 2020 à Colombes) est un bibliothécaire et historien médiéviste français, spécialiste de paléographie latine et de codicologie.

## Biographie
Élève de l'École nationale des chartes, Jean Vezin obtient le diplôme d'archiviste paléographe en 1958 avec une thèse intitulée Les scriptoria d’Angers au XIe siècle puis intègre la Casa de Velázquez.
Conservateur au département des manuscrits de la Bibliothèque nationale de France de 1962 à 1974, il enseigne parallèlement la paléographie à l'Institut d'études latines de l'université Paris IV-Sorbonne, ainsi que la paléographie et la codicologie à l'École nationale supérieure des sciences de l'information et des bibliothèques (ENSSIB).
En 1974, il est élu directeur d'étude à l'École pratique des hautes études. Il est codirecteur des Chartæ Latinæ Antiquiores et des Monumenta palæographica Medii Ævi.
Il a également dirigé l'École des bibliothécaires-documentalistes de l'Institut catholique de Paris de 1985 à 1998.
Il est l'auteur de plus de deux cents articles et est membre correspondant de l'Académie des inscriptions et belles-lettres (élu le 21 novembre 1997).

## Décorations
- Commandeur de l'ordre des Palmes académiques
- Commandeur de l'ordre des Arts et des Lettres